# 共立女子短期大学
共立女子短期大学（きょうりつじょしたんきだいがく、英語: Kyoritsu Women's Junior College）は、東京都千代田区一ツ橋2-2-1に本部を置く日本の私立大学。1950年創立、1950年大学設置。

## 概観

### 大学全体
1886年（明治19年）、女性に専門的知識と高度技能を習得させるため、宮川保全、鳩山春子ら34名の先覚者を発起人として、「共立女子職業学校」を設立。1928年（昭和3年）には、「共立女子専門学校」に改称。1949年（昭和24年）に新制大学が発足し、「共立女子大学家政学部」と「別科」が設立される。2016年（平成28年）には創立130年を迎え、記念式典が行われた。

### 建学の精神
「女性の社会的地位向上のための自活の能力の習得」と「自立した女性として必要な教養の習得」としている。
この精神から、やがて3つの徳目が生まれ育ち、伝統的精神のよりどころとされている。
- 誠実　他者を理解し自己を律し、自ら社会秩序を作り出すこと
- 勤勉　自ら進んで課題に取り組み、他者と共同して努力すること
- 友愛　他者を思いやり、ともに成長し生きていくこと

### 特色
1886年（明治19年）、女性に専門的知識と高度技能を修得させ、女性の自主性と社会的自立を育成することを目的として「共立女子職業学校」が創立された。1949年（昭和24年）には新しい教育制度が施行されるに伴い、共立女子大学として再スタートし、その後短期大学・大学院・高等学校・中学校・幼稚園を併設。さらに八王子キャンパスに第二高等学校・第二中学校を開校させ、女子教育を担う大きな学園として発展してきた。

### 学風
専門課程として自然科学系、社会科学系、人文科学系が揃っており、そこには医療系、芸術系、メディア系、教育系、建築デザイン系なども含まれている。また教養科目を一本化し、大学・短大の別なく、すべての学部・科の学生が机を並べて授業を受けるようにしている。これによって学生の交友関係と視野が広がり、小さな総合大学としての特質が強化されている。

### KWUビジョン
大学共通のビジョン「KWUビジョン」を掲げている。
- 自立と努力　 自己を確立し、生涯努力し続ける
- 創造とキャリア　 新たな価値を創造し、社会を生き抜く
- 協働とリーダーシップ 　他者と協働し、リーダーシップを発揮する

## 沿革
- 1866年 - 共立女子職業学校創立[6]
- 1897年 - 神田校地へ移転[7]
- 1928年 - 共立女子専門学校設置[8]
- 1950年 - 共立女子短期大学部家政科設置[9]
- 1951年 - 大学別科を廃止し、短期大学部被服別科を設置[10]
- 1953年 - 短期大学部に文科第一部、同第二部を設置[10]
- 1973年 - 共立女子短期大学部を共立女子短期大学と名称変更[11]
- 2004年 - 短期大学に看護学科を設置[12]
- 2006年 - 短期大学別科を廃止[13]
- 2007年 - 短期大学「文科第一部日本語・日本文学専攻および英語・英米文学専攻」を「文科」と改称、「文科第二部日本語・日本文学専攻および英語・英米文学専攻」の学生募集を停止[14]
- 2013年 - 短期大学看護学科の学生募集を停止[15]

## 教育・研究

### 学科

#### 生活科学科
- メディア社会コース
- 生活デザインコース
- 食・健康コース

#### 文科
- 日本文学・表現コース
- 英語コース
- 心理学コース

### 取得可能な免許・資格

#### 生活科学科
色彩検定(３級,２級)(資格取得支援)
秘書技能検定(３級)(資格取得支援)
マルチメディア検定(資格取得支援)
CAD利用技術者基礎(資格取得支援)

##### 食・健康コース
フードスペシャリスト(受験資格)
専門フードスペシャリスト(受験資格)
食品衛生責任者資格(受験資格)
惣菜管理士３級(受験資格)

### 附属機関
- 総合文化研究所

## 主な卒業生

### 政治
- 塩村文夏 - 参議院議員、タレント
- 志摩れい子 - 鹿児島市議会議員・元鹿児島県議会議員、アナウンサー
- 松下香織 - 元川崎市議会議員、アナウンサー

### 文化
- 田渕久美子 - 脚本家
- 木村富美子 - 随筆家
- 後藤裕枝 - 箏曲家

### 芸能
- クノ真季子 - 女優
- 奥貫薫 - 女優
- 司葉子 - 女優
- 森口瑤子 - 女優
- 大竹一重 - 女優
- 若原瞳 - 女優
- 木内晶子 - 女優
- 日高奈留美 - 声優
- 麻生かほ里 - 声優
- 田代沙織 - タレント
- 久保田早紀 - シンガーソングライター・ミュージシャン
- 相楽のりこ - 元グラビアアイドル・ヨガ講師

### マスコミ
- 森下勢津子 - アナウンサー
- 太田公子 - アナウンサー
- 金子理恵 - アナウンサー

### その他
- 鈴木弘子 - 女子アメリカンフットボール選手
- 岩下宣子 - マナー講師

## 施設
一ツ橋キャンパス、八王子キャンパスなどの施設は共立女子大学と共用して使用している。

## 対外関係
世界各国の大学と多くの協定・提携を締結しており、交換留学をはじめ、派遣留学やインターンシップ派遣留学、夏季と春季に行われる海外研修などに参加することができる。

### 協定校
- 中華人民共和国
  - 東北電力学院
  - 東北師範大学
  - 清華大学
  - 復旦大学
  - 西安交通大学
  - 長春大学
  - 山東農業大学
  - 吉林大学
  - 北京大学
  - 中国人民大学
- アメリカ合衆国
  - ペンシルベニア大学
  - コーネル大学
  - ネブラスカ大学リンカーン校
- イギリス
  - ウエストロンドン大学(旧テムズバレー大学)
- スイス
  - ジュネーヴ大学
- フランス
  - イナルコ大学
- ギリシャ
  - イオニア大学
- ベナン
  - アボメカラビ大学
- インドネシア
  - マラナタ・キリスト教大学

### 提携校
- イギリス
  - 国際市民コレッジ(CIC)
  - オックスフォード・ブルックス大学
  - リーズ大学
- アメリカ合衆国
  - セントラルワシントン大学
- カナダ
  - ウィニペグ大学
- オーストラリア
  - クイーンズランド大学

## 学生生活

### 年間行事[16]
4月
- 入学式
- 新入生歓迎会
- オリエンテーション
- 履修登録
- 前期授業開始

5月
6月
- 授業見学会
- 防災訓練

7月
- 前期期末試験
- 前期授業終了
- 伝統文化企画

8月
- 夏季休暇

9月
- 後期授業開始
- 9月期学位授与式

10月
- 共立祭
- 創立記念日(18日)

11月
- 共立音楽祭

12月
- 冬期休暇

1月
- 英語アチーブメントテスト
- 後期期末試験
- 後期授業終了

2月
3月
- 学位記授与式
- 春期休暇

#### 伝統文化企画
日本の伝統文化に関する展示や演技、表現を通して、文化や歴史、伝統に触れる機会をつくることを目的とした、伝統文化企画がある。期間中は2号館ギャラリーにて合同華道展が催される他、浴衣dayが設けられ、きもの着付け倶楽部による浴衣の着付けも行われる。また、二胡サークルや箏曲サークルによる伝統芸能発表も行われる。

#### 共立祭
ミュージカルの上演や音楽演奏、ダンスパフォーマンス、ファッションショーなど、学生が日頃の活動の成果を発表する様々な催しや展示が行われる。また、ブライダルショーやミスコンテストなども行われる。さらには、ゲストによるトークショーなども毎年企画されている。

#### 共立音楽祭
音楽サークルに所属している学生だけではなく、日頃音楽に親しんでいる学生、卒業生、教職員が演奏を行う共立音楽祭がある。

### クラブ・サークル関連

#### 委員会
- 共立祭運営委員会[17]
- サークル連合会

#### 公認部会
- 文化系部会
  - 放送研究部[18][19]
  - 狂言研究会
  - 茶道部[20]
  - フラ部[21]
  - 合唱団[22]
  - 箏曲部
- 体育系部会
  - 競技ダンス部
  - 剣道部[23]
  - ボート部[24]
  - 硬式庭球部[25][26]
  - ダンスサークル FLAVA[27][28]
  - チアリーダー部 FLASHES [29]
  - テコンドー部[30]
  - ラクロス部[31][32]

#### 公認サークル
- 文化系
  - 英語研究会[33]
  - 絵本制作サークルれもん舎[34]
  - 演劇研究部 夢彩色[35]
  - 考古学愛好会
  - 雑学研究会[36]
  - 社会福祉サークル[37]
  - 写真部[38]
  - 手話サークル薫会
  - 食で世界を笑顔にする会 くすくす[39]
  - 陶芸サークル
  - Natural Food Circle
  - 美術部[40]
  - ファッション研究会[41]
  - 文芸制作サークル文士会[42]
  - まんが研究会
  - ミュージカル研究部[43]
  - ユースホステルサークル[44]
- 伝統文化系
  - 華道部 池坊[45]
  - 華道部 小原流[46]
  - 華道部 古流[47]
  - 華道部 草月流[48]
  - きもの着付倶楽部[49]
  - 香道部[50]
  - 日本舞踊研究会[51]
  - フラワーデザイン研究会
- 音楽系
  - サウンドクリエイティブ
  - 室内楽団[52]
  - 吹奏楽団[53]
  - 二胡サークル[54]
  - フォークソンクラブ[55]
  - マンドリンクラブ [56] [57]
- 体育系
  - カヌー部 [58]
  - バスケットボール部
  - バドミントン部
  - バレーボール部
  - フィギュアスケートクラブ

#### 公認準備団体
- アイドル研究会 [59][60]
- ゴルフ部

## 関連学校
- 共立女子中学校・高等学校[61]
- 共立女子第二中学校・高等学校[61]
- 共立大日坂幼稚園[61]

## 研究施設
- 総合文化研究所[62]